# 张香桐
张香桐（1907年11月27日—2007年11月4日），男，河北正定人，中国神经生理学家，中国科学院院士。张香桐被认为是中国神经科学的奠基人之一，他参与创办了以神经科学研究为主的中国科学院上海脑研究所（中国科学院神经科学研究所前身）。他对脑电的产生机制进行了研究，并发现光强化脑兴奋性的现象，这一现象后被人称为“张氏效应”。

## 生平
1907年生于河北正定，1933年毕业于北京大学生理系，1946年获美国耶鲁大学哲学博士学位，1948年至1952年担任美国耶鲁大学医学院助理教授。1952年至1956年担任美国洛克菲勒医学研究所副研究员。1957年至1980年担任中国科学院上海生理研究所研究员。1980年至1984年担任中国科学院上海脑研究所研究员、所长。1984年至2007年担任上海脑研究所（后改名为神经科学研究所）名誉所长。
2007年11月4日在上海逝世，享年99岁。

## 著作
著有自传《脑研究的崎岖道路》（科学技术文献出版社，1995年）。